# Золотомох золотистолистий
Золотомох золотистолистий (Campyliadelphus chrysophyllus) — вид мохів порядку гіпнобрієвих (Hypnales).

## Поширення
Ареал охоплює такі частини світу: Європа, Північна Америка.
Населяє гірські породи, ґрунт, тимчасово вологі, вапняні чи інші багаті мінералами місця; від низьких до високих висот.

## Характеристика

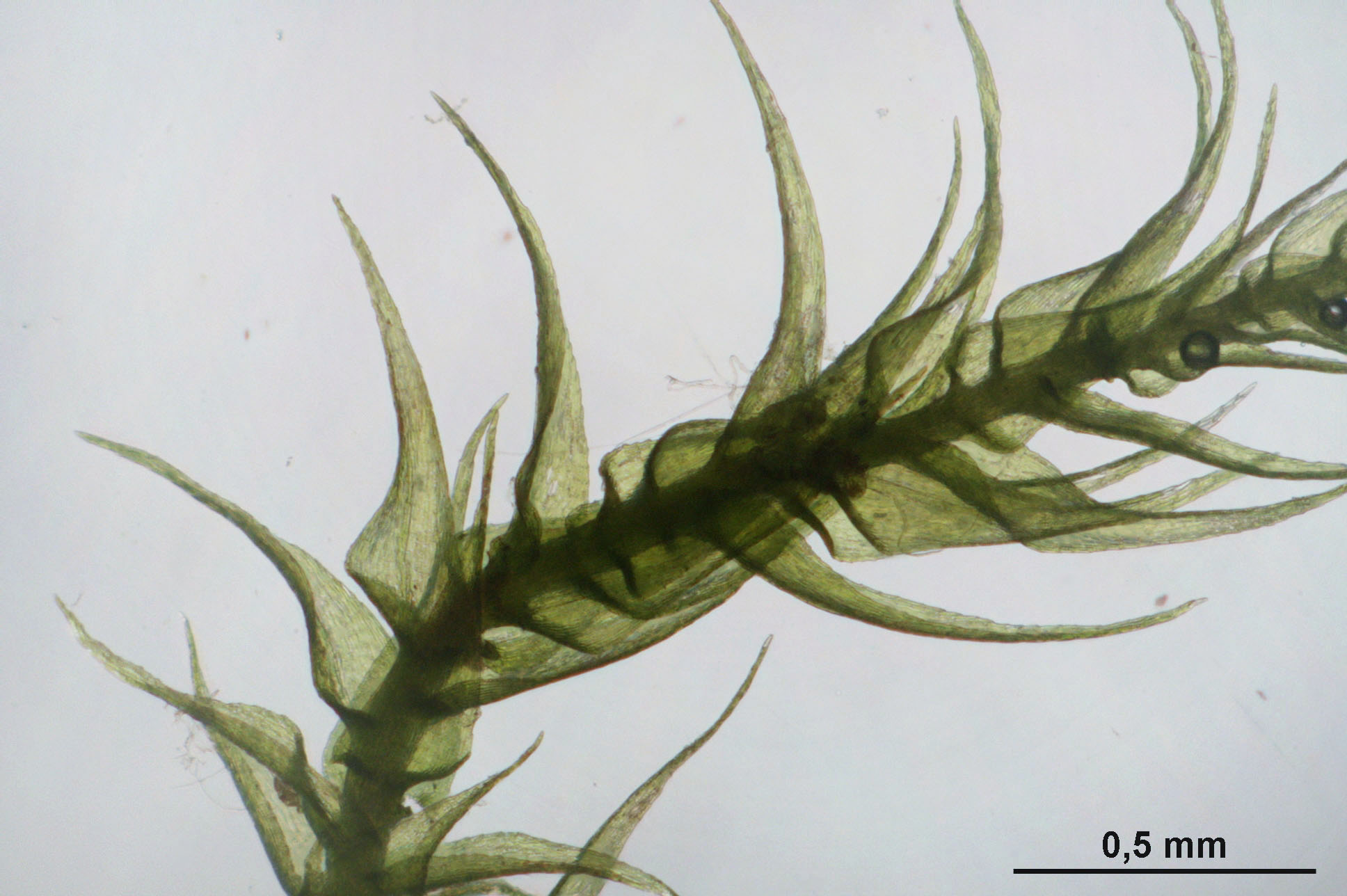

Campylium chrysophyllum утворює пухкі, часто золотисто-коричневі, блискучі газони. Досить ніжні рослини зі сланкими до висхідних стеблами зазвичай нерівномірно розгалужені. Стеблові листки поступово або ± раптово звужені до верхівки, увігнуті. Листкова жилка зазвичай проста і простягається приблизно до середини листа; рідше вона подвійна і лише коротка. Листя гілок трохи менше стеблових. Мох дводомний, плодоносить рідко. Коробочкові ніжки червоні, 2–2.5 см. Коробочка майже циліндрична, злегка зігнута і звужена під гирлом, кришечка тупо загострена. Спори дрібнозернисті, мають розмір від 10 до 15 мкм.